# 大里力灰木
大里力灰木（学名：Symplocos acuminata）为灰木科灰木屬下的一个种。

## 扩展阅读
- 維基物種上的相關：大里力灰木